# Conocybe sabulicola
Conocybe sabulicola är en svampart som beskrevs av Hauskn. & Enderle 1992. Conocybe sabulicola ingår i släktet Conocybe och familjen Bolbitiaceae.   Inga underarter finns listade i Catalogue of Life.